# 愛知教育大学附属高等学校
愛知教育大学附属高等学校（あいちきょういくだいがくふぞくこうとうがっこう）は愛知県刈谷市井ヶ谷町広沢に所在する国立高等学校。

## 概要
愛知教育大学の附属学校である。愛知教育大学の刈谷市移転後に設置され、敷地は大学と共有している。
2000年（平成12年）度入試から、附属中学からの進学について附属学校連絡入学選抜が実施されている。
2005年（平成17年）度の生徒からは2年次より、文系、理系、人間探究コース、自然探究コースにクラス分けされ、人間探究コース、自然探究コースの生徒のみ愛知教育大学との高大連携選抜入試の対象となった。愛知教育大学との高大連携選抜入試を受けるためには、3年次より受講できる愛知教育大学の教授による直接の授業でよい成績を残すことが必要とされる。
2014年（平成26年）、ユネスコスクール加盟。
2021年（令和3年）度入学者から2年生で文理選択をし、3年生で文系、探究（文）、理系、探究（理）に分かれる。募集定員も200名から120名に変更となった。

## 教育目標
- あたたかい人間になろう
- たくましい人間になろう
- おおらかな人間になろう

## 教員
教員は愛知県から派遣される。

## 校歌
作詞：都築彰示、作曲：小林満
以下、一番の冒頭部分のみを抜粋する。歌は同じメロディで三番まである。
碧海野に空広ごりて 悠久の学舎はあり

## 制服

### 男子制服
- 冬服 - 学校規定の紺地のブレザーコート、グレー地シングルのズボン、えんじ色無地のネクタイを着用。
- 夏服 - 学校規定の白地のカッターシャツ、グレー地シングルのズボン。

※ 男子のズボンは若干夏服の方が黒に近い。また、夏服のカッターシャツは胸ポケットに校章がプリントされている。

### 女子制服
- 冬服 - 学校規定の紺地のブレザーコート、青チェックプリーツスカート、水色カッターブラウス、黒地に青ストライプのリボンを着用。また、学校指定のベスト、セーターを着用。
- 夏服 - 学校規定のオーバーブラウス、青チェックプリーツスカート。2022年度以降、水色ポロシャツも可能。

※ 男子と女子のブレザーコートは、背中の繋ぎ目が、右が上か左が上かの違いがある。また、胸ポケットの有無も異なる。

## 部活動
2022年（令和4年）度現在

### 運動部
男子
- バスケットボール部
- サッカー部
- 硬式テニス部(廃部)
- ダンス部　2023年度以降活動停止
- 陸上競技部

女子
- バスケットボール部
- バレーボール部
- 硬式テニス部
- ダンス部　2023年度以降活動停止
- 陸上競技部

### 文化部
- 合唱部
- 吹奏楽部
- サスティナ部
  - 自然科学・人文科学・アグリ・外部の国際交流窓口
  - 英語部・科学部・未来クリエイトが2020年（令和2年）度に合併
- 書道部
- 茶道部
- 写真部
- 美術・ 文芸部

## 交通アクセス
- 名鉄バス「愛知教育大学前」停留所から徒歩で約10分。登校日は高校まで直接乗り入れるバスも存在する。バスは名鉄名古屋本線・三河線 知立駅、名鉄豊田線 日進駅、JR東海道本線・名鉄三河線 刈谷駅から出ている。
- 刈谷市、豊明市、知立市、みよし市、豊田市、愛知郡東郷町などから自転車などで通学する生徒もいる。

## 出身者
- 天野ひろゆき - お笑い芸人（キャイ〜ン）
- 大橋隆志（ジェイル大橋） - ギタリスト（元聖飢魔II）
- 加藤治郎 - 歌人
- 大山よしたか - アートディレクター
- 森本良 - サッカー選手
- 小山祐 - 政治家（みよし市長）